# Belén (Avilés)
Belén ist eine Ortschaft im Departamento Tarija im südamerikanischen Andenstaat Bolivien.

## Lage im Nahraum
Die Ortschaft Belén liegt in der Provinz José María Avilés und ist der zentrale Ort im Cantón Belén im Municipio Yunchará. Die Ortschaft liegt direkt an der Grenze zum Departamento Potosí auf einer Höhe von 2476 m zwischen den nord-südlich verlaufenden Höhenzügen der Sierra San Roque und der Cordillera de Sama am Río San Juan del Oro an dessen rechtem, östlichen Ufer, etwa 70 Kilometer bevor dieser sich mit dem Río Tumusla vereinigt.

## Geographie
Belén liegt im südlichen Teil des bolivianischen Altiplano am Nordostrand der Cordillera de Lípez. Das Klima ist semi-arid, die ausgeprägte Trockenzeit dauert über mehr als die Hälfte des Jahres an.
Die mittlere Durchschnittstemperatur der Region liegt bei etwa 18 °C (siehe Klimadiagramm Las Carreras) und schwankt im Jahresverlauf zwischen knapp 14 °C im Juni/Juli und 21 °C im Januar. Der Jahresniederschlag beträgt kaum mehr als 400 mm, wobei die monatlichen Niederschläge in der Trockenzeit bei unter 20 mm liegen und nur im Südwinter Werte von knapp 100 mm erreichen.

## Verkehrsnetz
Belén liegt in einer Entfernung von 126 Straßenkilometern westlich von Tarija, der Hauptstadt des gleichnamigen Departamentos.
Von Tarija aus führt die Nationalstraße Ruta 1 nach Norden, durchsticht die Cordillera de Sama in nordwestlicher Richtung und führt über die Ortschaft San Lorencito weiter nach Camargo, Padcoyo und Potosí. In San Lorencito zweigt eine unbefestigte Landstraße in südlicher Richtung ab und erreicht Iscayachi nach weiteren elf Kilometern. Von dort führt die Carretera Iscayachi-Yunchará über Campanario weiter nach Süden, durchquert die Pampa de Tajzara mit den Salzseen Laguna Tajzara und Laguna Grande, und biegt südlich der Laguna Grande dann nach Westen ab und erreicht dort Yunchará. 28 Kilometer südlich von Campanario, zwei Kilometer südlich der Laguna Tajzara biegt eine unbefestigte Nebenstraße in nordwestlicher Richtung ab und erreicht die Ortschaft Ñoquera nach weiteren fünfzehn Kilometern. Zwei Kilometer westlich von Ñoquera zweigt eine Straße in nordwestlicher Richtung ab und führt nach 16 Kilometern nach Belén.

## Bevölkerung
Die Einwohnerzahl der Ortschaft ist in dem Jahrzehnt zwischen den beiden letzten Volkszählungen um etwa ein Zehntel angestiegen:
| Jahr | Einwohner         | Quelle       |
| ---- | ----------------- | ------------ |
| 1992 | keine Detaildaten | Volkszählung |
| 2001 | 88                | Volkszählung |
| 2012 | 97                | Volkszählung |
| 2024 |                   | Volkszählung |